# Мартін Шмітт
Мартін Шмітт (нім. Martin Schmitt , нар. 29 січня 1978, Філінген-Швенінген, Німеччина) — німецький стрибун на лижах з трампліна, чотириразовий чемпіон світу, дворазовий володар Кубку світу та медаліст зимових олімпіад.
У Кубку світу дебютував 1997 року, у листопад 1998 вперше здобув перемогу на етапі кубку світу. У наш час[коли?] має 30 перемог у кубку світу, з них 2 командні та 28 особисті. За кількістю перемог поступається лише п'ятьом стрибунам у світі за всю історію. Двічі поспіль — у сезонах 1998/99 та 1999/2000 завоював КУбок світу.
На олімпійських іграх у Нагано здобув срібло у командних змаганнях, у особистих зайняв місця у нижній частині першої двадцятки.
За чотири роки у Солт-Лейк-Сіті став чемпіоном у командних змаганнях, індивідуальні закінчив у першій десятці. Наступна олімпіада медалей йому не принесла.
У Ванкувері Шмітт став срібним призером командних змагань.
За свою кар'єру брав участь у семи чемпіонатах світу з лижних видів спорту, де здобув чотири золоті, три срібні і дві бронзові нагороди.